# Lawrence Blum
Lawrence Alan Blum (geboren am 16. April 1943 in Baltimore, Maryland) ist ein amerikanischer Philosoph, der sich vor allem mit Moralphilosophie, Bildungsphilosophie und Rassismus beschäftigt. Außerdem publiziert er zu Multikulturalismus. Simone Weil und Immanuel Kant haben Einfluss auf seinen intellektuellen Werdegang gehabt.

## Leben
Blum studierte zunächst Mathematik an der Princeton University, wechselte dann aber zur Philosophie, worin er 1964 einen B.A. erwarb. Anschließend begann er ein Promotionsstudium an der Harvard University. Vor dem Hintergrund der in Cambridge, Massachusetts starken 68er-Bewegung war er unzufrieden mit dem vergleichsweise apolitischen Charakter der Philosophie und überlegte zur Jurisprudenz zu wechseln, verwarf dies jedoch. Das Studienjahr 1968/69 verbrachte er als Knox Fellow am Linacre College der Oxford University. Dort lernte er Victor Seidler kennen, mit dem er am King’s College London zusammen ein Seminar zu Simone Weil unter der Leitung von Peter Winch besuchte. Blum gefiel Weils Art neben der Philosophie Aktivismus zu betreiben und als Fabrikarbeiterin zu arbeiten.
Seine 1974 abgeschlossene und 1980 bei Routledge Kegan & Paul publizierte Dissertation Friendship, Altruism and Morality („Freundschaft, Altruismus und Moral“) wandte sich gegen den damals vorherrschenden Rationalismus – vertreten durch John Rawls und Thomas Nagel – und beleuchtete die Rolle von Gefühlen bei Entscheidungen. Das Buch ist eine der ersten Veröffentlichungen einer Forschungstradition, die später als Care-Ethik bekannt wurde.
Blum arbeitete während seiner Karriere meist an der University of Massachusetts Boston. Da diese nicht zu den Eliteuniversitäten gehörte, war Blum befreit davon, sich auf die League Tables zu fokussieren, was Freiheiten in der Forschung bedeutete. Zudem bekam seine Lehre durch die verstärkte Studierendenschaft aus der Arbeiterklasse eine soziale Dimension.
In den 1990er Jahren begann Blum, sich mit Rassismus und Multikulturalismus zu beschäftigen.
Daneben hatte er Gastprofessuren an der Columbia University, Rhodes University, Stanford University und University of California, Los Angeles.
Blum ist mit der Historikerin Judith E. Smith verheiratet, mit der er drei Kinder hat.

## Veröffentlichungen

### Monographien
- Friendship, Altruism, and Morality. Routledge & Kegan Paul, London 1980, ISBN 0-7100-0582-2 ([archive.org Online]).
- Lawrence A. Blum, Victor J Seidler: A truer liberty: Simone Weil and Marxism. Routledge, London 1989, ISBN 978-0-203-09249-1.
- I’m not a racist, but – the moral quandary of race. Cornell University Press, Ithaca 2002, ISBN 0-8014-3869-1.
- Moral perception and particularity. Cambridge University Press, Cambridge [England]/New York, NY 1994, ISBN 0-521-43028-3.
- Lawrence A. Blum, Gloria Ladson-Billings: High schools, race, and America’s future: what students can teach us about morality, diversity, and community. Harvard Education Press, Cambridge, Massachusetts 2012, ISBN 978-1-61250-466-7.
- Lawrence A. Blum, Zoë Burkholder: Integrations: the struggle for racial equality and civic renewal in public education (= The history and philosophy of education series). The University of Chicago Press, Chicago/London 2021, ISBN 978-0-226-78598-1.

### Artikel (Auswahl)
- Lawrence A. Blum: Racism: What It Is and What It Isn't. In: Studies in Philosophy and Education. Band 21, Nr. 3, 2002, ISSN 0039-3746, S. 203–218, doi:10.1023/A:1015503031960.
- Lawrence A. Blum: Race, National Ideals, and Civic Virtue. In: Social Theory and Practice. Band 33, Nr. 4, 2007, ISSN 0037-802X, S. 533–556, JSTOR:23558552.
- Lawrence A. Blum: ‘White privilege’: A mild critique. In: Theory and Research in Education. Band 6, Nr. 3, 1. November 2008, ISSN 1477-8785, S. 309–321, doi:10.1177/1477878508095586.
- Lawrence A. Blum: “B5—it got all the dinks”: Schools and Education on ‘The Wire’. In: darkmatter: the ruins of imperial culture. 29. April 2011 (Online).
- Lawrence A. Blum: Race and class categories and subcategories in educational thought and research. In: Theory and Research in Education. Band 13, Nr. 1, 1. März 2015, ISSN 1477-8785, S. 87–104, doi:10.1177/1477878514562687.